# 若望·卡內斯特里
若望·卡內斯特里（義大利語：Giovanni Canestri；1918年9月30日—2015年4月29日）是天主教意大利籍司鐸級樞機及熱那亞總教區總主教。

## 生平
卡內斯特里生於1928年6月13日，在意大利王國皮埃蒙特亞歷山德里亞省的市鎮卡斯泰爾斯皮納。於1941年4月12日，在羅馬教區晉鐸。
1961年7月30日晉牧，被時任教宗若望二十三世任命為羅馬教區輔理主教，領銜泰奈布斯教區主教。1971年至1975年間擔任托爾托納教區主教。1975年2月8日，被任命為羅馬教區副代理主教，領銜Forum Clodii總教區總主教。1984年3月22日任卡利亞里總教區總主教。
1987年7月6日改任熱那亞總教區總主教。1988年6月28日，被時任教宗若望·保祿二世擢升為司鐸級樞機，領聖安德肋堂區司鐸銜。直到1995年4月20日榮休，並由迪奧尼吉·泰塔曼齊接替成為熱那亞總教區正權總主教。
他在2015年4月29日去世。他的葬禮於2015年5月2日上午八時正，由樞機團團長安傑洛·索達諾樞機主禮，教宗主持最後惜別儀式。

## 牧徽

喬萬尼·卡內斯特里樞機牧徽